# Freddy García (football)
Pour les articles homonymes, voir Freddy García et García.
Freddy Alexander García Carrera, ou simplement Freddy García, né le 12 janvier 1977 à Puerto Barrios au Guatemala, est un footballeur international guatémaltèque, qui jouait en tant que milieu offensif. 
Il compte 73 sélections et 23 buts en équipe nationale entre 1998 et 2011.

## Biographie

### Sélection
Freddy García est convoqué pour la première fois par le sélectionneur national Carlos Bilardo pour un match amical face au Honduras le 17 novembre 1998 (3-3). Le 26 mars 1999 contre le Salvador, il marque son premier but en sélection (victoire 1-0). Il reçoit sa dernière sélection le 15 novembre 2011 face à Grenade (victoire 4-1).
Il dispute trois Gold Cup (en 2000, 2002 et 2003). Il participe également à quatre Coupes UNCAF (en 1999, 2001, 2003 et 2007).
Il joue également au futsal, il fait partie de l'équipe du Guatemala de futsal (en) lors de la Coupe du monde de futsal 2000, qui a lieu au Guatemala.
Il compte 73 sélections et 23 buts avec l'équipe du Guatemala entre 1998 et 2011. 

## Palmarès

### En club
- Avec le CSD Comunicaciones :
  - Champion du Guatemala en A. 1999 et C. 2001

- Avec le Columbus Crew :
  - Vainqueur de la Coupe des États-Unis en 2002

- Avec le CSD Municipal :
  - Champion du Guatemala en A. 2003, A. 2004, C. 2005, A. 2005, C. 2006, A. 2006 et C. 2008

### En sélection nationale
- Vainqueur de la Coupe UNCAF en 2001
- Finaliste de la Coupe UNCAF en 1999 et 2003

### Distinctions personnelles
- Meilleur buteur du Championnat du Guatemala en C. 2008 (12 buts)